# Курейский сельсовет (Красноярский край)
Курейский сельсове́т (Курейская сельская администрация) — до 2005 года: административно-территориальная единица в подчинении городского совета (администрации) города Игарки (краевого города).
Первоначально: поселковый совет, подчинённый Игарскому горсовету.

## История
Курейский сельсовет являлся административно-территориальной единицей в подчинении Игарского горсовета.
7 октября 1991 года в Пенсионном Фонде Российской Федерации была зарегистрирована Курейская сельская администрация города Игарки.
27 декабря 1995 года Законодательное собрание Красноярского края приняло Закон № 8-207 «Об административно-территориальном устройстве Красноярского края», по которому районы определялись как совокупность районных городов, сельсоветов и посёлков, объединённых в территориальном отношении, а сельсоветы как совокупность нескольких сельских населенных пунктов. Вступил в силу закон с 10 января 1996 года.
Игарка до 2005 года являлась краевым городом (образовывала городской совет). Посёлок Курейка, находившийся в подчинении Игарки, образовывал административно-территориальную единицу под названием Курейский сельсовет, подчинённый администрации города Игарки, или Курейская сельская администрация города Игарки.
В 2005 году Игарка была включена в состав Туруханского района в качестве городского поселения (районного города на уровне административно-территориального устройства), посёлок Курейка был передан в межселенную территорию.

## Населённые пункты
| № | Населённый пункт | Тип населённого пункта          | Население |
| - | ---------------- | ------------------------------- | --------- |
| 1 | Курейка          | посёлок, административный центр | ↘78       |

До 2002 года и в 2003—2005 Курейка являлась селом.
В источниках упоминаются в числе населённых пунктов селения и станки (не существующие в настоящее время): Старо-Плахинское, Денежкино, Ермаково, Игарка (станок), Карасино, Носовая, Погорельское, Полой, Старая Игарка (станок), Сушково, Усть-Курейка, Шайтанское, посёлок совхоза «Игарский».